# Racket Busters
Racket Busters este un film dramatic polițist din 1938 regizat de Lloyd Bacon după un scenariu de Robert Rossen și Leonardo Bercovici; cu Humphrey Bogart și George Brent în rolurile principale.

## Distribuție
- Humphrey Bogart - John 'Czar' Martin
- George Brent - Denny Jordan
- Gloria Dickson - Nora Jordan
- Allen Jenkins - 'Skeets' Wilson
- Walter Abel - Hugh Allison
- Henry O'Neill - Governor
- Penny Singleton - Gladys Christie
- Anthony Averill - Dave Crane, Martin's Henchman
- Oscar O'Shea - Pop Wilson
- Elliott Sullivan - Charlie Smith
- Fay Helm - Mrs. Charlie Smith
- Joe Downing - Joe Pender, Martin's Henchman
- Norman Willis - Gus Hawkins, Martin's Henchman
- Don Rowan - Cliff Kimball